# Boston Tigers
Die Boston Tigers waren eine US-amerikanische Eishockeymannschaft aus Boston, Massachusetts. Die Mannschaft spielte von 1926 bis 1936 in der Canadian-American Hockey League.

## Geschichte
Das Franchise wurde 1926 unter dem Namen Boston Tigers als Gründungsmitglied der Canadian-American Hockey League gegründet. Am 12. Februar 1931 wurde die Mannschaft von den Boston Bruins aus der National Hockey League gekauft und änderte ihren Namen in Boston Cubs. Während ihrer Zeit in der CAHL war die Mannschaft sehr erfolgreich und gewann in den Spielzeiten 1928/29, 1932/33 und 1934/35 jeweils deren Meistertitel. Als die Liga im Anschluss an die Saison 1935/36 aufgelöst und durch die International-American Hockey League ersetzt wurde, stellten die Boston Cubs den Spielbetrieb ein.